# Карабичане
Карабичане (мак. Карабичане) — село у Північній Македонії, входить до складу общини Куманово Північно-Східного регіону.
Населення — 43 особи (перепис 2002).